# Katarina Gustavsdotter Vasa
Katarina Gustavsdotter Vasa (6. juni 1539 - 21. december 1610) var en svensk prinsesse, der var grevinde af Østfrisland. Hun var datter af kong Gustav Vasa og dronning Margareta Leijonhufvud og gift med grev Edzard 2. af Østfrisland. Hun var politisk aktiv i Østfrisland mellem 1561 og 1599. Mellem 1599 og 1610 regerede hun Berum og Norden, som egentlig kun skulle have været hendes livgeding, som selvstændig lensherre.

## Liv og gerning
Katarina blev født den 6. juni 1539 på slottet Tre Kronor i Stockholm som tredje barn og første datter af kong Gustav Vasa i hans ægteskab med Margareta Leijonhufvud. Hun skal som sine søstre have måttet lære det tyske sprog som barn, foruden husholdningssysler og evnen til at optræde offentligt. Efter sin moders død i 1551 blev hun placeret under pleje af Kristina Gyllenstierna og der efter sine mostre dronning Martha og Brita Eriksdotter Leijonhufvud, inden hendes fader giftede sig igen med Katarina Stenbock. I 1556 fik Katarina, ligesom hendes søstre, sit portræt malet, digte, der roste hendes dyder skrevet af hofpoeten Henricus Mollerus og hun blev forsynet med en medgift på 100.000 dollars for at blive lanceret på det politiske ægteskabsmarked.

### Ægteskabsforhandlinger
Katarina blev gift med grev Edzard 2. af Østfrisland (24. juni 1532 - 1. september 1599). Ægteskabet mellem Katarina og Edzard var arrangeret af politiske årsager: Østfrisland var en strategisk allieret mod Danmark, havnebyen i Østfrisland, Emden, var en vigtig handelsby, der konkurrerede med Lübeck, og en handelstraktat ville bryde den hanseatiske magt over den svenske handel. Gustav Vasa sendte i 1556 en udsending til Østfrisland med tilbuddet om handelsaftaler og en ægteskabsalliance. Budbringeren bragte et portræt af Katarina. Handelstraktaten blev underskrevet i 1557, og det blev besluttet, at Edzard følgende år ville rejse til Sverige for at afslutte ægteskabet forhandlinger.
I juli 1558 ankom Edzard til Stockholm. Han mødte både Katarina og hendes søster Cecilia og valgte Katarina. Forhandlingerne omfattede blandt andet Gustav Vasa forgæves ønske om, at forhindre at Edzards moder foretog en opdeling af Østfrisland mellem sine sønner. Den 12. august 1558 blev trolovelsen underskrevet. Katarina sikredes et underhold, et standsmæssigt hof, livgedingen Berum og Norden som enkepension samt en plads i en eventuel formynderregering, hvis Edzard skulle dø mens deres arving var umyndig. Edzard vendte tilbage til Sverige i august 1559, men brylluppet blev udsat flere gange, og det lader til, at Katarina selv arbejdede på at fremskynde forhandlingerne, indtil ægtepagten endelig kunne underskrives den 29. september.

### Brylluppet
Brylluppet fandt sted den 1. oktober 1559 i Stockholm. I november 1559 rejste brudeparret fra Stockholm for at rejse til Østfrisland. Med sig gennem Sverige havde de et større følge, med blandt andre Katarinas yngre søster Cecilia Vasa og Edzards yngre broder Johan af Østfrisland. Disse to unge havde forelsket sig i hinanden, og under opholdet på Vadstena Slot forårsagede de den såkaldte "Vadstenastøj". Forviklingerne i forbindelse med denne skandale førte til, at den nygifte Katarina måtte forblive i Sverige til begyndelsen af 1561, inden afrejsen til Østfrisland kunne finde sted. Katarina indgreb til Cecilias forsvar, da faderen ville konfiskere Cecilias smykker. Katarina og Edzard blev sat i en slags husarrest på Västerås slot. Katarina mæglede og forhandlede med faderen, stedmoderen Katarina Stenbock og broderen Erik for at få tilladelse til at forlade landet og få sin svoger Johan frigivet fra fængslet. På grund af hendes graviditet og barsel og Gustav Vasas død blev hendes afrejse udskudt yderligere.

### Grevinde af Østfrisland
Katarina ankom til Østfrisland i april 1561. Hun var den af Gustav Vasas døtre, som i sit væsen mest må have lignet faderen. Hun tog med stor beslutsomhed del i hendes mands indenrigspolitiske konflikter. Katarina støttede lutheranismen imod Calvinismen i Østfrisland. Hun brugte de kontakter, hun fik i Østfrisland, til sin families fordel. Blandt andet hjalp hun Karl med import- og eksportvirksomhed og erhvervede skibe til den svenske krig flåde i krigen mod Rusland. 1564-1565 undgik hun dog at hjælpe Erik 14. med at skaffe de lejesoldater, han ønskede. I 1574 fik hun til opgave at undersøge egnede ægteskabsmuligheder for sin broder Karl, og snart fik hun også samme opgave for sin søster Elisabeth.

### Konflikter
Sammen med Edzard blev hun involveret i en vidtrækkende konflikt med sin ægtefælles broder Johan, som blev støttet af sin moder Anna af Oldenburg. Konflikten vedrørte styrelsen af Østfrisland, som blev delt mellem brødrene, men som Edzard ønskede alene. Konflikten havde også religiøse elementer, efter som John og Anna var calvinister, mens Edzard og Catherine var lutheranere. Catherine var Edzards aktive partner og støtte i denne konflikt. Hun benyttede fra begyndelsen af deres familie kontakter til at hjælpe Edzard i hans konflikt med Johan: i denne modtog hun ingen hjælp fra Eric 14., men derimod fra Johan 3. Hun gav John 3. opgaven at forhandle med Spanien for at afværge fjendtligheder under krigen i Nederlandene, og for at sikre Edzards position som enehersker. Katarina arbejdede også med at gennemtvinge en arvefølge med kun én hersker i fremtiden, og hun ønskede at sikre, at kun den ældste søn skulle efterfølge hendes mand. Under sin broder Karls besøg i Østfrisland indtrådte han som mægler i 1577 mellem Katarina og Edzard og Johan og rådet i Emden, og han deltog også i landdagen i Aurich i 1578. Samme år blev der opnået forlig, hvorved Johan sikrede ret til at kontrollere de tre len i sin levetid, hvorefter de ville overgå til Katarinas søn. Det afsluttede imidlertid ikke striden.
Edzard blev i 1591 eneregent og kom som lutheraner i strid med den calvinistiske havneby Emden, og i 1594 brød revolutionen ud i Emden. Katarina arbejdede under denne sammen med sin broder kong Karl for at få hans hjælp og mægling og bad ham om at gå i mægling med Emden og kejseren for at kvæle oprøret: han gav til sidst det råd, at hun skulle vise religiøs tolerance. Karl tilkendegav på dette tidspunkt sin overraskelse over, at det hele tiden var Katarina og ikke Edzard, som tog sig af alle forhandlinger.

### Lensherre
Efter sin mands død i 1599 bosatte Katarina sig på slottet Berum og regerede autokratisk Pewsum, Woquard Loquard, Campen og Neeuwarden inden for grevskabet indtil sin egen død i 1610. Det var hendes livgeding som enke, men Katarina styrede dem i stedet som en uafhængig monark og lensherre og ville ikke underkaste sig sin søn Enno 3.s overhøjhed. Ifølge ægteskabskontrakten skulle indbyggerne i hendes enkeforleninger hylde hende som en "arveherre" og sværge hende sin trohed, hvilket Katarina valgte at tolke som, at hun var en selvstændigt regerende lensherre med autonom domsret og direkte underlagt kejseren snarere end sin søn grev Enno 3., og hun nægtede sin søn retten til at blive hyldet som overordnet hersker og inddrive skatter i hendes forlening. Dette udløste en konflikt med hendes søn, der fortsatte uløst indtil hendes død. 
Enno 3. synes aldrig at have været i stand til at vinde kampen og modtog bebrejdelser herfor af sit råd. Rådet understregede, at Katarina overtrådte sine beføjelser og misbrugte sin ret til som moder at kræve hans lydighed, og Enno burde tilsidesætte sin pligt til at vise hende lydighed som søn og håndhæve sin vilje som hersker. Enno 3. forsvarede sin eftergivenhed i 1609 med ordene: 
"Fordi hun er en kvinde, fordi hun er en enke, der allerede er i sit halvfjerdsindstyvende år, fordi hun er en konges datter og - som er den vigtigste grund til at vise ærbødighed og ærefrygt over for hende - fordi hun er moder. "
Katarina døde den 21. december 1610 i Berum, Østfrisland)

### Teologiske tiltag
Katarina besøgte Wittenberg som enke for studier og samtaler med teologer. Hun konsulterede også jurister i Wittenberg og skrev til kejseren for at udrede sine rettigheder som lenstager. Hun berømmedes for sine kundskaber i teologi, skrev lige som sin søster Elisabet udlægninger af bibelske tekststeder, forfattede et hyldningsdigt over Edzard ved hans død og tilegnedes selv en afhandling af en luthersk teolog.

## Børn
I ægteskabet med Edzard fødtes følgende børn: 
1. Margareta (22. november 1560–8. september 1588)
2. Anna (26. juni 1562–21. april 1621)
3. Enno 3. (30. september 1563–19. august 1625) (forfader til Victoria 1. af Storbritannien)
4. Johan 3. af Rietberg (1566–29. september 1625)
5. Christoffer (1569–1636)
6. Edzard (ca. 1571–1572)
7. Elisabet (ca. 1572–1573)
8. Sofia (5. juni 1574–20. marts 1630)
9. Karl Otto (1577–28. februar 1603)
10. Maria (1. maj 1582–9. juli 1616)